# Fiat A.55
O Fiat A.55 foi um motor radial de sete cilindros refrigerado a ar desenvolvido na Itália na década de 1930 como um motor para aeronaves.